# Jaśowidźaja Suri Upadhjaja
Jaśowidźaja Suri Upadhjaja (ur. 1638 zm. 1688), mnich dźinijski należący do tradycji śwetambarów,  filozof i logik, zajmujący się także zagadnieniami związanymi z moralnością, medytacją i jogą.

## Twórczość
Pozostawił po sobie kilkadziesiąt dzieł (sam twierdził, że napisał ich sto) w kilku językach indyjskich, między innymi w sanskrycie, gudźarati i hindi. Niektóre z nich wymieniono poniżej:
- Podręcznik logiki dżinijskiej
- Kropla poznania
- Strawa w formie rozdziałów na temat logiki dżinijskiej
- Tajemnica sposobów orzekania
- Pouczenie o sposobach orzekania
- Kwintesencja duszy najwyższej
- Kompendium systemów mistycznych
- Wiedza tajemna o najwyższej jaźni
- Kosz dla [Bukietu] metody opisu modalnego (komentarz do jednej z prac Malliszeny)
- Komentarz o istocie mistrza
- Rozkosz zwycięstwa
- O gangu złodziei przybranych w przestwór